# The Amateur Wife
The Amateur Wife è un film muto del 1920 diretto da Edward Dillon. La sceneggiatura si basa sul racconto Miss Antique di Nalbro Bartley, pubblicato su Snappy Stories (1º gennaio 1919).

## Trama
Justine Spencer lascia il convento francese dove ha completato i suoi studi per tornare a vivere a New York con la madre. Scopre con sorpresa che quest'ultima è una famosa attrice di musical, corteggiata e ammirata. Dodo, la madre, è costernata di vedere che la figlia non si cura nell'aspetto, che è trascurata e sciatta. Intanto Dodo si trova a dover affrontare la gelosia di uno dei suoi corteggiatori, Billy Ferris. In un accesso d'ira, l'uomo uccide l'attrice e poi si suicida. Justine, rimasta orfana, trova conforto in Cosmo Spotiswood, un altro degli ammiratori della madre. L'uomo, preso da pietà per la ragazza, la sposa ma le loro sono nozze platoniche. Dopo un po', però, Cosmo si stanca di quella situazione e parte per un viaggio in Europa.
Quando ritorna, sarà piacevolmente sorpreso nel ritrovare la moglie completamente cambiata: Justine - seguendo i consigli di Loti, la cameriera di sua madre - si è tagliata i capelli e indossa vestiti di gran moda. Il suo aspetto è ora quello di una donna sofisticata ed elegante che attira l'ammirazione degli uomini. Cosmo si accorge ora di essere innamorato della moglie e, punto dalla gelosia, comincia a farle la corte per conquistarla.

## Produzione
Il film fu prodotto dalla Paramount Pictures (come Famous Players Lasky Corporation).

## Distribuzione
Il copyright del film, richiesto dalla Famous Players-Lasky Corp., fu registrato il 12 febbraio 1920 con il numero LP14755.
Distribuito dalla Paramount Pictures, il film - presentato da Adolph Zukor - uscì nelle sale cinematografiche USA il 22 febbraio 1920.
Non si conoscono copie ancora esistenti della pellicola che viene considerata presumibilmente perduta.